# Myotis peytoni
Myotis peytoni — вид рукокрилих ссавців з родини лиликових.

## Таксономічна примітка
Таксон відділено від M. montivagus.

## Поширення
Країни проживання: Індія.

## Спосіб життя
Зразки роїлися серед скелястих ущелин біля водоспаду Герсоппа на висоті 400 м над рівнем моря. У Східних Гатах його було зібрано на висоті 884 м і 1052 м над рівнем моря.